# Princess Tutu
Princess Tutu är en 2002 anime som kretsar kring balett. 

## Handling
Princess Tutu handlar om Ahiru, en ung flicka som studerar på Gold Crown academy of the fine arts, en skola för blivande konstnärer, skådespelare, författare och balettdansare. 
Ahiru (あひる, Anka) studerar balett samman med sina vänner Pike och Lilie, men saknar både elegans och disciplin och blir därför ofta utskälld av sin lärare, Neko-sensei. Ahirus stora dröm är att någon gång se sin idol och första förälskelse Mytho, balettskolans absolut främste dansare, le ett uppriktigt leende. Till hennes förvåning blir hon erbjuden en möjlighet att hjälpa Mytho av en mystisk man, Drosselmeyer. Av honom blir Ahiru given kraften att förvandlas till Prinsessan Tutu, men samtidigt varnar Drosselmeyer Ahiru för att kvacka, för då förvandlas hon till en anka. I sitt beslut att hjälpa Mytho möter Ahiru i sin strävan både vänner och fiender. Främst bland Ahirus vänner finns Fakir, Mythos självutnämnde beskyddare, vars temperament och hyfs gör att han inte litar på Ahiru i början.

## Karaktärer

### Ahiru
- Handling i historien: Huvudperson, anka, Princess Tutu
- Förändringar under historiens gång: Läran av att alla är lika värda, balettkunskap, kärlek
- Hårfärg: Rött
- Ögonfärg: Mörkblå/Havsblå
- Förälskelse: Mytho

### Mytho
- Handling i historien: Huvudperson, prins, duktigast i balettskolan, huvudperson i Fakirs bok
- Förändringar under historiens gång: Eftersom Mytho är en handling ur en bok, blir han (i "bokens" slut) en prins
- Hårfärg: Vitt
- Ögonfärg: Guldbrun
- Förälskelse: I slutet är det Rue/Kraehe
- Fiende(r): Raven-Monster

### Rue
- Handling i historien: Berättelsens onda fe, precis som Princess Tutu, dotter till Mythos fiende
- Förändringar under historiens gång: Ingen alls, däremot ändras Kraehe.
- Hårfärg: Svart
- Ögonfärg: Röd-Brun
- Förälskelse: Mytho
- Fiende(r): Ahiru (delvis), sig själv, Princess Tutu (delvis)

### Fakir
- Handling i historien: Riddaren som har ödet att dö, skriver berättelser om Ahiru.
- Förändring under historiens gång: Snällare, från beskyddande (Mytho) till "befriad"
- Hårfärg: Svart
- Ögonfärg: Mörkbrun
- Förälskelse: Ahiru
- Fiende(r): Drosselmeyer, Kraehe, Korpen

### Korpen[3]
- Handling i historien: Prince Mythos fiende, inlåst i ett mörkt helvete i Fakirs bok.